# Мобёж-Нор

Кантон Мобёж-Нор в составе округа Авен-сюр-Эльп

Мобё́ж-Нор (фр. Maubeuge-Nord) — упраздненный кантон во Франции, находился в регионе Нор — Па-де-Кале, департамент Нор. Входил в состав округа Авен-сюр-Эльп. Упразднен в результате реформы 2015 года.
В состав кантона входили коммуны (население по данным Национального института статистики за 2011 г.):
- Ассеван (1 798 чел.)
- Берсийи (259 чел.)
- Беттини (252 чел.)
- Вильр-Сир-Николь (998 чел.)
- Вьё-Рен (862 чел.)
- Гони-Шоссе (786 чел.)
- Жемон (9 703 чел.)
- Марпан (2 702 чел.)
- Мерьё (786 чел.)
- Мобёж (21 127 чел.) (частично)
- Элем (926 чел.)

## Экономика
Структура занятости населения (без учета города Мобёж):
- сельское хозяйство — 1,4 %
- промышленность — 31,0 %
- строительство — 4,6 %
- торговля, транспорт и сфера услуг — 28,9 %
- государственные и муниципальные службы — 34,1 %

Уровень безработицы (2010) - 20,2 % (Франция в целом - 12,1 %, департамент Нор - 15,5 %). 

Среднегодовой доход на 1 человека, евро (2010) - 18 626 (Франция в целом - 23 780, департамент Нор - 21 164).

## Политика
На президентских выборах 2012 г. жители кантона отдали в 1-м туре Франсуа Олланду 30,8 % голосов против 25,1 % у Марин Ле Пен и 21,5 % у Николя Саркози, во 2-м туре в кантоне победил Олланд, получивший 54,3 % голосов (2007 г. 1 тур: Саркози - 29,0 %, Сеголен Руаяль - 27,1 %; 2 тур: Саркози - 52,4 %). На выборах в Национальное собрание в 2012 г. по 3-му избирательному округу департамента Нор они поддержали мэра Мобёжа и своего представителя в Генеральном совете департамента, кандидата Социалистической партии Реми Повро, набравшего 38,6 % голосов в 1-м туре и 55,2 % голосов - во 2-м туре. (2007 г. 23-й округ. Кристин Марен (СНД): 1-й тур - 39,8 %, 2-й тур - 51,1 %). Региональные выборы 2010 года принесли подавляющее преимущество левым: в 1-м туре социалисты получили 34,1 % голосов против 18,6 % у «правых» во главе с СНД, а во 2-м туре единый «левый список» с участием коммунистов и «зеленых» получил 51,5 %; второе место занял Национальный фронт с 26,0 %, а список «правых» оказался только третьим, набрав 22,6 %.
|  | Кандидат         | Партия                  | % голосов |
|  | ---------------- | ----------------------- | --------- |
|  | Реми Повро       | Социалистическая партия | 67,40     |
|  | Жан-Клод Деканьи | Правые партии           | 32,60     |